# Sandarmoch

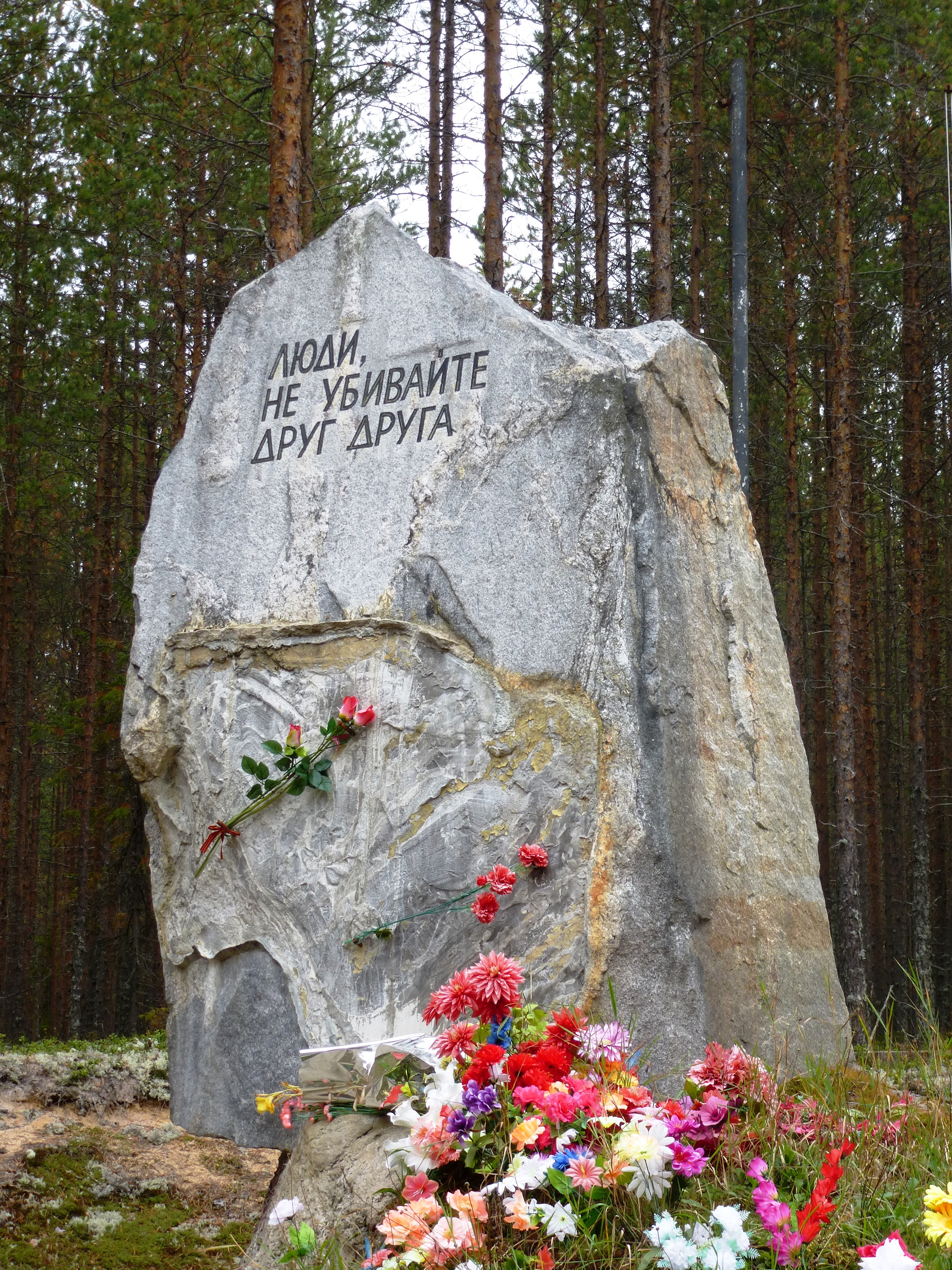
Granitstein der Gedenkstätte mit der Inschrift Menschen, tötet nicht einander

Sandarmoch (russisch Сандармох; karelisch: Sandarmoh) ist ein Waldgebiet, 12 km entfernt von Medweschjegorsk in Karelien, Russland. Während des Großen Terrors, auf dem Höhepunkt der Stalinschen Säuberungen, wurden hier zwischen Oktober 1937 und Dezember 1938 fast 10.000 Menschen hingerichtet. Der Ort musste aufgrund des Befehls 00447 geheim bleiben. Die Opfer lassen sich in drei Gruppen unterteilen: Gemäß einem Archivbericht waren darunter 3500 Bewohner Kareliens, 4500 Bauern, die nach der Zwangskollektivierung in der Sowjetunion in den Norden auswanderten und als Zwangsarbeiter beim Bau des Weißmeer-Ostsee-Kanals eingesetzt wurden, und 1111 wurden aus dem Lager auf den Solowezki-Inseln hergebracht.
Die Hinrichtungsstätte wurde 1997 von dem Historiker und Mitarbeiter der Menschenrechtsorganisation Memorial Juri Dmitrijew zusammen mit Irina Flige und Weniamin Iofe wiedergefunden.
Heute ist der Ort eine Gedenkstätte, welche aber über keine Informationsstätte verfügt oder mindestens eine Informationstafel, und zu welcher es keine Wegweiser gibt. Auch auf dem einzigen Flyer im Museum von Medweschjegorsk werden keine Täter genannt.
Lokale Menschenrechtler und Angehörige der Opfer waren überzeugt, dass im Gebiet von Sandarmoch die Geschichte umgeschrieben werden sollte, als russische Historiker, ohne neue Dokumente vorzulegen, eine Geschichte über von Finnen erschossene Rotarmisten auf demselben Areal postulierten. Während einer kurzen Grabung der Russischen Militärhistorischen Gesellschaft Ende August 2018 wiesen ihre Kritiker auf Dutzende von Widersprüchen hin, vor allem seien die finnischen Archive alle offen und von den relevanten Vorfällen mit sowjetischen Soldaten gäbe es sogar Kopien der Dokumente in russischen Archiven. Bei der die Grabung ausführenden Russischen Militärhistorischen Gesellschaft handle es sich laut Katja Gloger um eine Gesellschaft, welche die Rehabilitierung Stalins vorantreibt.

## Opfergruppen

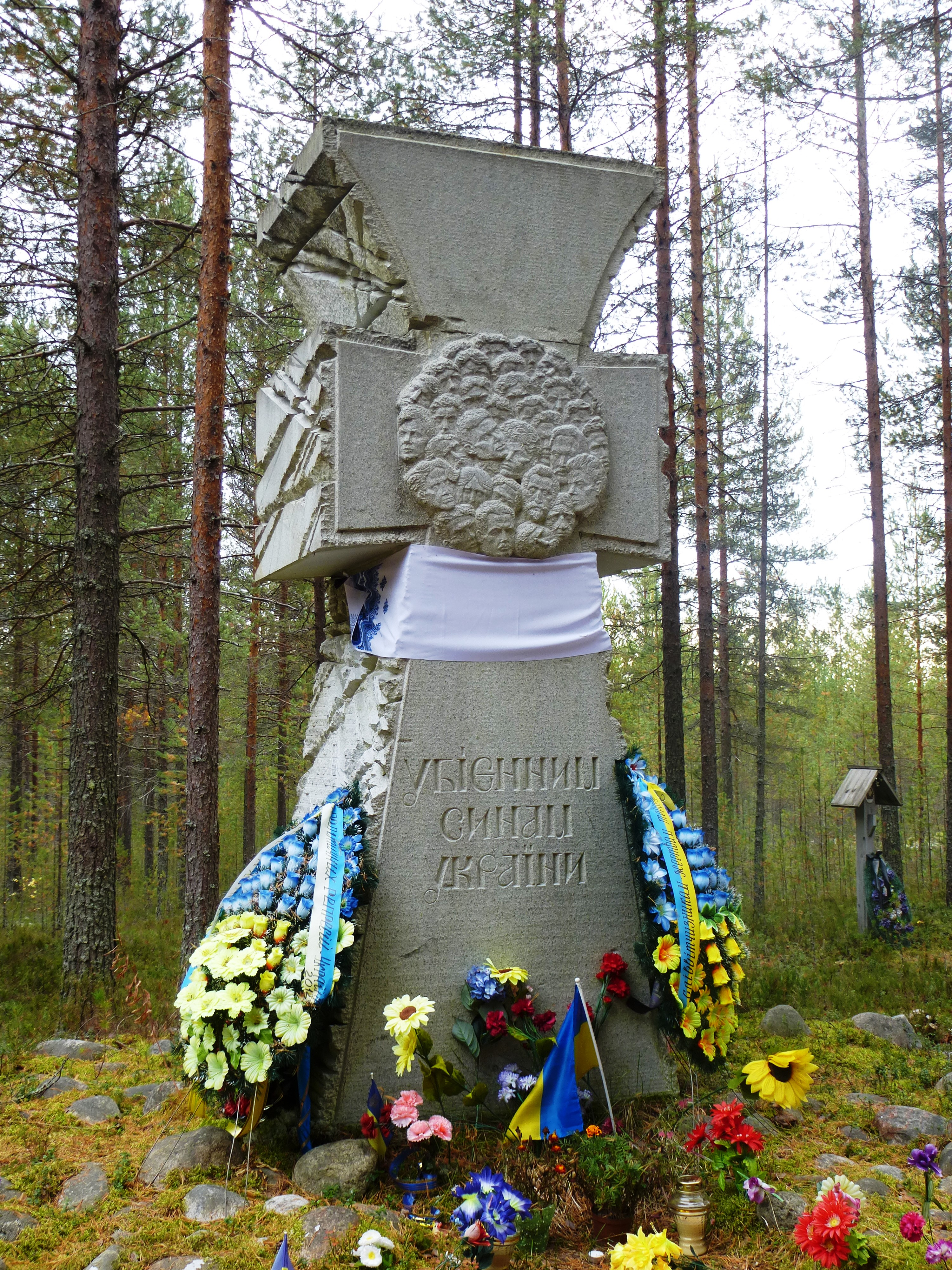
Denkmal für die hier erschossenen Ukrainer

Zu den Opfern gehören auch die anlässlich des 20. Jahrestages der Oktoberrevolution von 1917 am 3. November 1937 erschossenen Ukrainer Petro Demtschuk, Hryhorij Epik, Pawlo Fylypowytsch, Myroslaw Irtschan, Mykola Kulisch, Les Kurbas, Mychajlo Losynskyj, Walerjan Pidmohylnyj, Walerjan Polischtschuk, Mychajlo Polos, Stepan Rudnyzkyj, Mykola Serow, Alexei Wangenheim und Marko Woronyj. Sie gehören zur Generation der hingerichteten Wiedergeburt. Mykola Ljubynskyj wurde hier am 8. Januar 1938 umgebracht.